# Petronila Infantes
Petronila Infantes (La Paz, 29 de junio de 1911-ibíd., 8 de octubre de 1991), conocida también como Doña Peta, fue una anarquista y sindicalista boliviana. Fue fundadora del Sindicato de Culinarias y Ramas Afines, un sindicato predecesor de la Federación Obrera Femenina creado en 1927 y refundado a la cabeza de Infantes en 1940. Fue líder del movimiento anarquista femenino en su país.

## Biografía
Nació en La Paz, pero a muy corta edad se fue a vivir a Eucaliptus. Allí trabajó para una compañía norteamericana junto a su padre, pero él murió cuando ella era muy joven, por lo que empezó a trabajar como cocinera. Más tarde se casó y durante su primer matrimonio tuvo un hijo llamado José Enrique y una hija llamada Alicia.

## Reivindicaciones y activismo

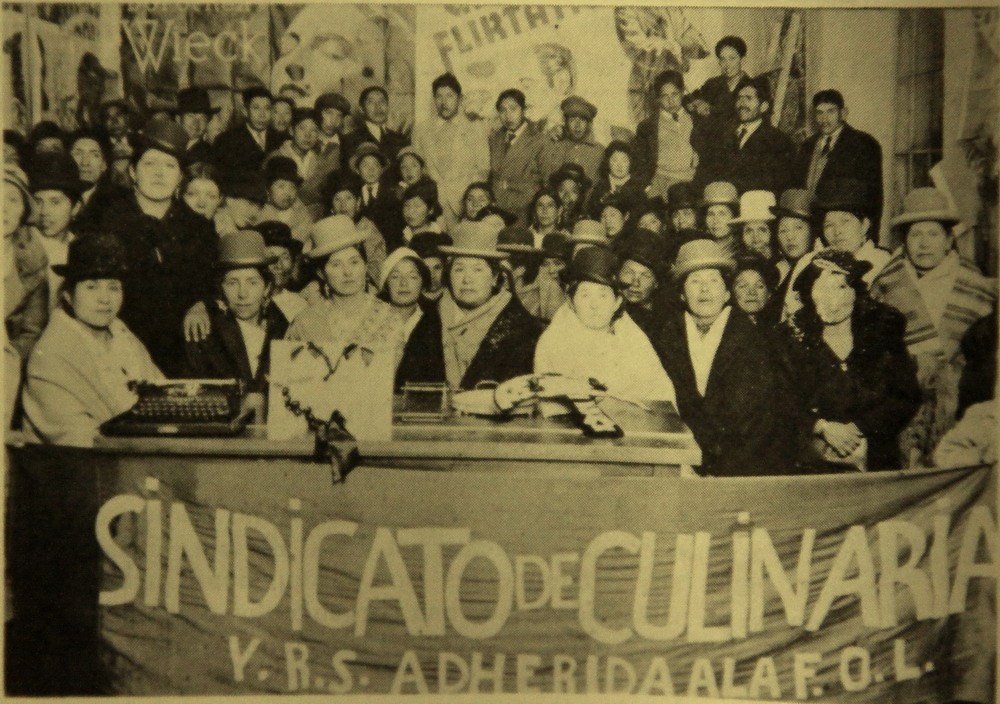
Sindicato de Culinarias, del cual Infantes fue lideresa y asociada.

"Las mujeres nos organizamos así: Nos defendemos, nos gestionamos".
   - Petronila Infantes
Una de sus más conocidas demandas en 1935 fue la lucha contra la prohibición de uso del tranvía a las cholas que comercializaban productos o realizaban el trabajo de culinarias, quienes utilizaban el servicio en la ciudad de La Paz para transportar alimentos y mercadería. Según Infantes, la personas que defendían esta prohibición argumentaban: «que al subir [...] les rasgábamos las medias y les incomodábamos con las canastas».

Por otra parte la condición de la mujer en el ámbito civil y sus derechos contenía contradicciones: "por un lado se indica que la "cédula de identificación es indispensable para ejercer los derechos civiles y políticos" y, por otro, se establece que las mujeres están exceptuadas de obtener dicha cédula. Está claro que por el momento no hay posibilidades de reconocer los derechos políticos de las mujeres pero, ¿tampoco pueden ejercer sus derechos civiles?". La adquisición de una cédula de identidad significó una serie de anomalías para las mujeres, que las solicitaban para poder viajar al exterior, la obligatoriedad de la adquisición de la cédula, donde también existía corrupción y abuso por parte de los oficiales de policía realizando cobros excesivos, como es expresado por la propia Petronila Infantes:
"Después nos han cobrado de la prestación vial, del carnet de identidad, carnet de sanidad, por fuerza nos querían descontar. Esas cosas no queríamos pagar porque eran un medio de explotación, de sacar plata; era su negocio".
Muchas de las mujeres afectadas por estas normativas discriminatorias eran cholas y muchas trabajaban como cocineras, estaban cansadas de ser discriminadas y formaron el Sindicato de Trabajadoras Culinarias, compuesto exclusivamente por mujeres, como respuesta a las prácticas discriminatorias de las compañías de tranvías. Infantes fue una de las fundadoras Las compañías de tranvías tuvieron que anular la prohibición, debido a la presión pública. Sin embargo, la política no estuvo exenta de discriminación e Infantes recordó cómo en una conferencia en 1929, las mujeres de la clase alta boliviana que estaban presentes se opusieron a que las cholas hicieran una presentación.

infantes sostuvo una relación sentimental con el carpintero José Mendoza, el respecto refería:
“He tenido tres hijitas con él; he sido muy feliz. Como padre era buen padre, como esposo buen esposo, como hermano buen hermano, como amigo buen amigo. Era muy inteligente. También ha sufrido; él reclamaba para sacarme a mí y otras compañeras y yo también reclamaba para sacarle a él de la cárcel"

### Sindicato de Trabajadoras Culinarias
La creación y el trabajo del Sindicato de Obreras Culinarias condujo al reconocimiento de la profesión de cocinera, a la jornada laboral de ocho horas y a la provisión de guarderías gratuitas para las madres trabajadoras, su modelo fue adoptado por otros sindicatos exclusivamente femeninos, como el Sindicato de Mujeres Floristas, el Sindicato de Recoveras y el Sindicato de Viajeros al Altiplano
Infantes estuvo a la cabeza de la organización junto a otras mujeres dirigentes como Rosa Rodríguez de Calderón.
Fue la capacidad administrativa de Infantes la que permitió gran parte de la transformación de las doce en la Federación Obrera Femenina (FOF) en 1940. y se convirtió en la líder de la FOF. A lo largo de las décadas de 1940 y 1950, Infantes continuó coordinando el trabajo de la FOF En su punto álgido, la FOF estaba formada por más de sesenta sindicatos, con Infantes como figura clave. Cuando Infantes fue detenida mientras protestaba, su hija pequeña fue colocada en la celda de la portería con ella.

## Legado
Organizaciones sindicales contemporáneas, como la Federación Nacional de Trabajadoras del Hogar de Bolivia, reconocen a Infantes como una de sus precursoras.